# Labeo kontius
Labeo kontius är en fiskart som först beskrevs av Jerdon, 1849.  Labeo kontius ingår i släktet Labeo och familjen karpfiskar. IUCN kategoriserar arten globalt som livskraftig. Inga underarter finns listade i Catalogue of Life.